# 梅克倫堡縣 (維吉尼亞州)
梅克倫堡縣（英語：Mecklenburg County）是美國維吉尼亞州南部的一個縣，南鄰北卡羅萊納州。面積1,759平方公里。根据美國2000年人口普查，共有人口32,380人。縣治博伊頓（Boydton）。
成立於1764年。縣名紀念英王喬治三世的王后、梅克倫堡-施特雷利茨的夏洛特（Charlotte Sophia of Mecklenburg-Strelitz）。